# Jan Kordaat
Jan Kordaat is een Belgische stripreeks bedacht door Jean Doisy, de toenmalige hoofdredacteur van het weekblad Spirou. De eerste verhalen, getekend door Jijé, verschenen vanaf 1941 in Spirou. Jan Kordaat is het archetype van de stripheld, een grote, blonde sportieveling zonder angst en met een ijzeren vuist. Door tijdgebrek droeg Jijé het tekenwerk in 1946 over aan Eddy Paape. Jean-Michel Charlier werd de nieuwe scenarist. Deze koos voor meer realistische verhalen. In 1956 hernam Jijé het tekenwerk en maakte nog zes verhalen met verschillende scenaristen waaronder zijn zoon Philippe Gillain. Voor de scenario's van de laatste drie van die verhalen deed hij beroep op zijn vriend Guy Mouminoux. Maar Jijé stopte er opnieuw mee in 1965, ontevreden over de verhaallijnen. Pas in 1981 werd de reeks hernomen, ditmaal met André-Paul Duchâteau als scenarist en René Follet als tekenaar. Maar deze herneming was weinig succesvol.

## Personages
- Jan Kordaat is aanvankelijk een inspecteur in een verzekeringsmaatschappij. Geleidelijk evolueert hij naar het beroep van detective. Hij is een klassieke stripheld zonder angst of gebreken.
- Jefke, een 11-jarige jongen, is de eerste sidekick van Jan Kordaat.
- Kobus is een sidekick gecreëerd door Charlier en Paape, die moest zorgen voor een komische noot.
- Gerrit is de nieuwe, komische sidekick onder Jijé. Zijn rol werd steeds belangrijker.[3]

## Albums
De albums verschenen bij Uitgeverij Dupuis:
- Jan Kordaat speurder (1944)
- Jan Kordaat 2 (1948)
- Het geheim van de Donkerburcht (oorspronkelijk Jan Kordaat en het monster) (1953)
- De Super Gamma-straal (1954)
- De Bevrijding van professor Stagmus (1956)
- Zwarte zon (1958)
- De diamantbende (1958)
- De zaak Barnes (1959)
- Het boze oog (1960)
- Neptunus' geheim (1961)
- Afspraak aan de Yukon (1963)
- De terugkeer van Jan Kordaat (1965)
- De grote rush (1965)
- De blinde piraat (1984)
- Het duel der idolen (1986)
- Een kind als prooi (1986)
- Jan Kordaat bij de Vet-Fehn-Ling (1987)

### Integralen
Sinds 2015 verschijnt er in het Frans een reeks van integrale albums bij Dupuis. Deze reeks werd sinds 2015 vertaald in het Nederlands bij Scratch Books. Vanaf 2019 verscheen de vertaling bij uitgeverij Arboris.
| Nr | Titel                  | Uitgavejaar FR | Uitgavejaar NL |
| -- | ---------------------- | -------------- | -------------- |
| 1  | Integraal 1: 1941-1946 | 2015           | 2015           |
| 2  | Integraal 2: 1946-1950 | 2016           | 2016           |
| 3  | Integraal 3: 1950-1954 | 2017           | 2018           |
| 4  | Integraal 4: 1956-1958 | 2018           | 2019           |
| 5  | Integraal 5: 1959-1965 | 2019           | 2020           |
| 6  | Integraal 6: 1981-1984 | 2020           | 2021           |

## Trivia
- Volgens Tibet, tekenaar van Rik Ringers, was zijn stripheld een eerbetoon aan Jan Kordaat.[9]
- In Spirou 3103 van 1 oktober 1997 verscheen een kortverhaal van 4 pagina's van Jean Bravardi, L'affaire Patatos. Sidekick hier was Alfred. Het was een pastiche op Jan Kordaat / Jean Valhardi, getekend door Baron Brumaire op scenario van Janssens.